# Váthia
Váthia ou Vatheia (en grec moderne : Βάθεια) est un village du  dème du Magne-Oriental, dans le district régional de Laconie, en Grèce

## Geographie
Váthia est situé au sur le flanc ouest des monts Saggias, au sud du Magne à l'entrée de la presque-île du cap Matapan

## Histoire
Le village de Váthia est mentionné pour la première fois sous le nom de "casale di Vathia" en 1571 par les vénitiens. 
En 1700, Váthia comptait 210 habitants et 54 familles.

## Quelques vues du village

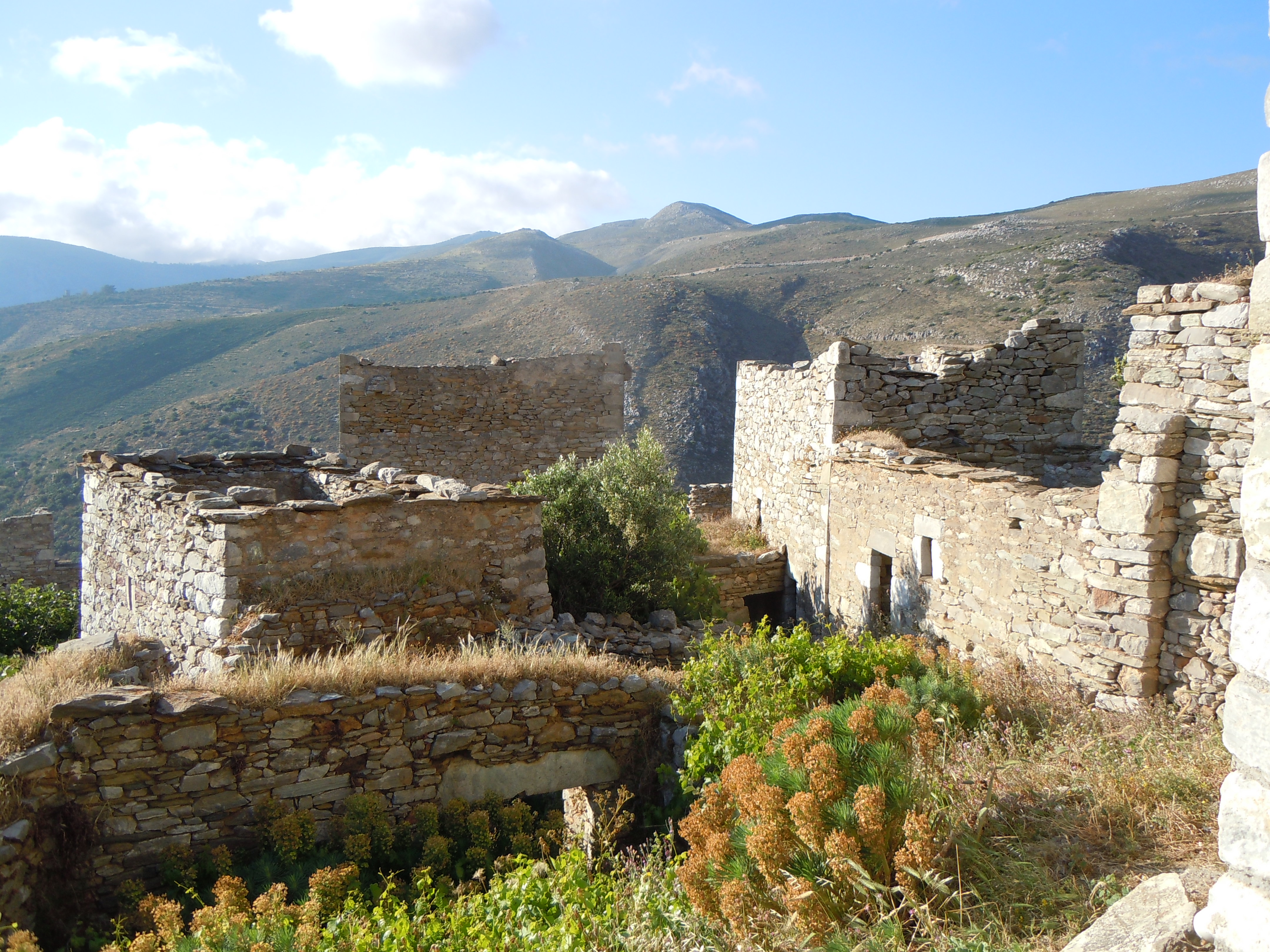
Ruines devant les collines du Magne.
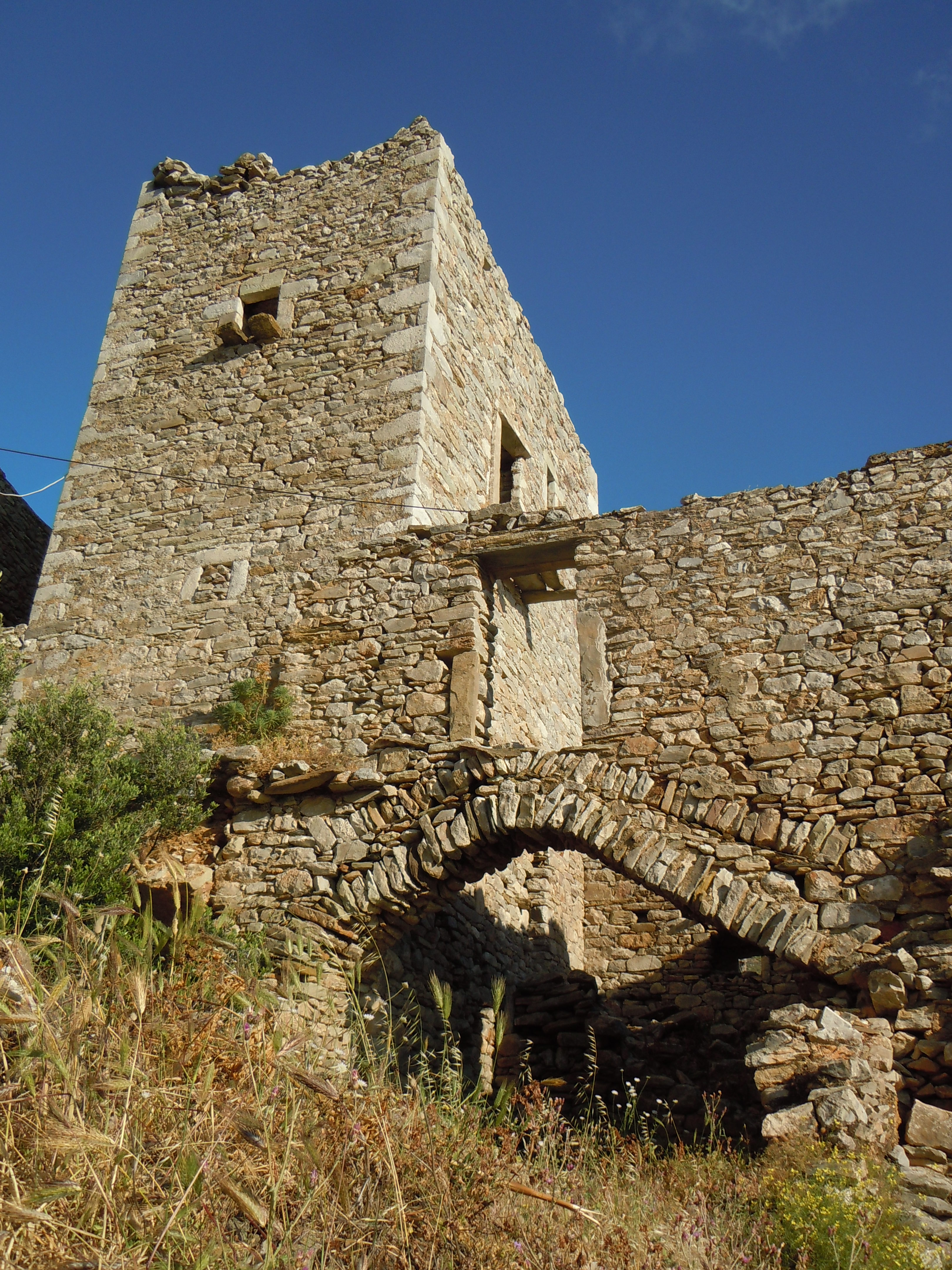
Une maison-tour en ruine.
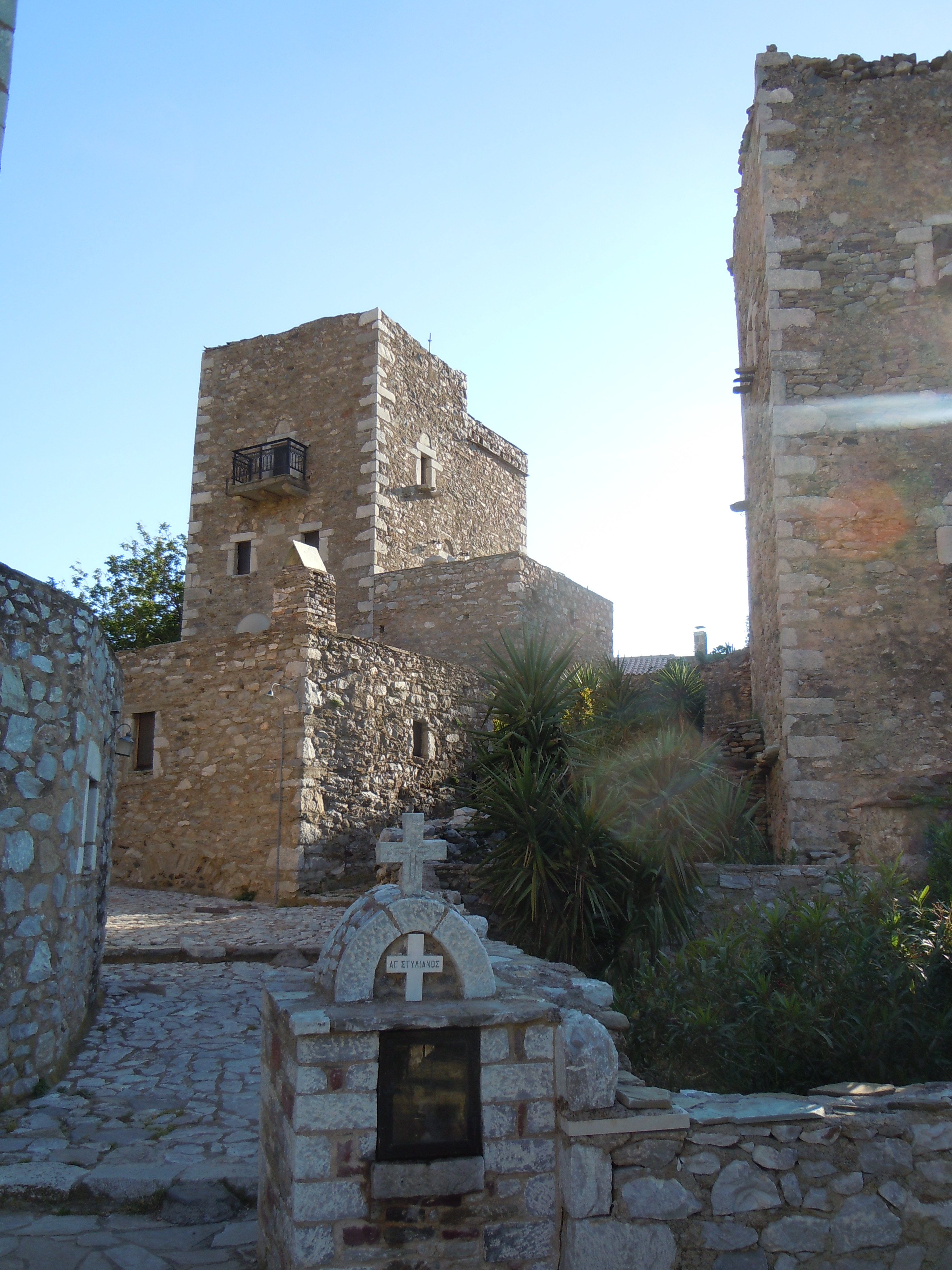
Une ruelle restaurée.
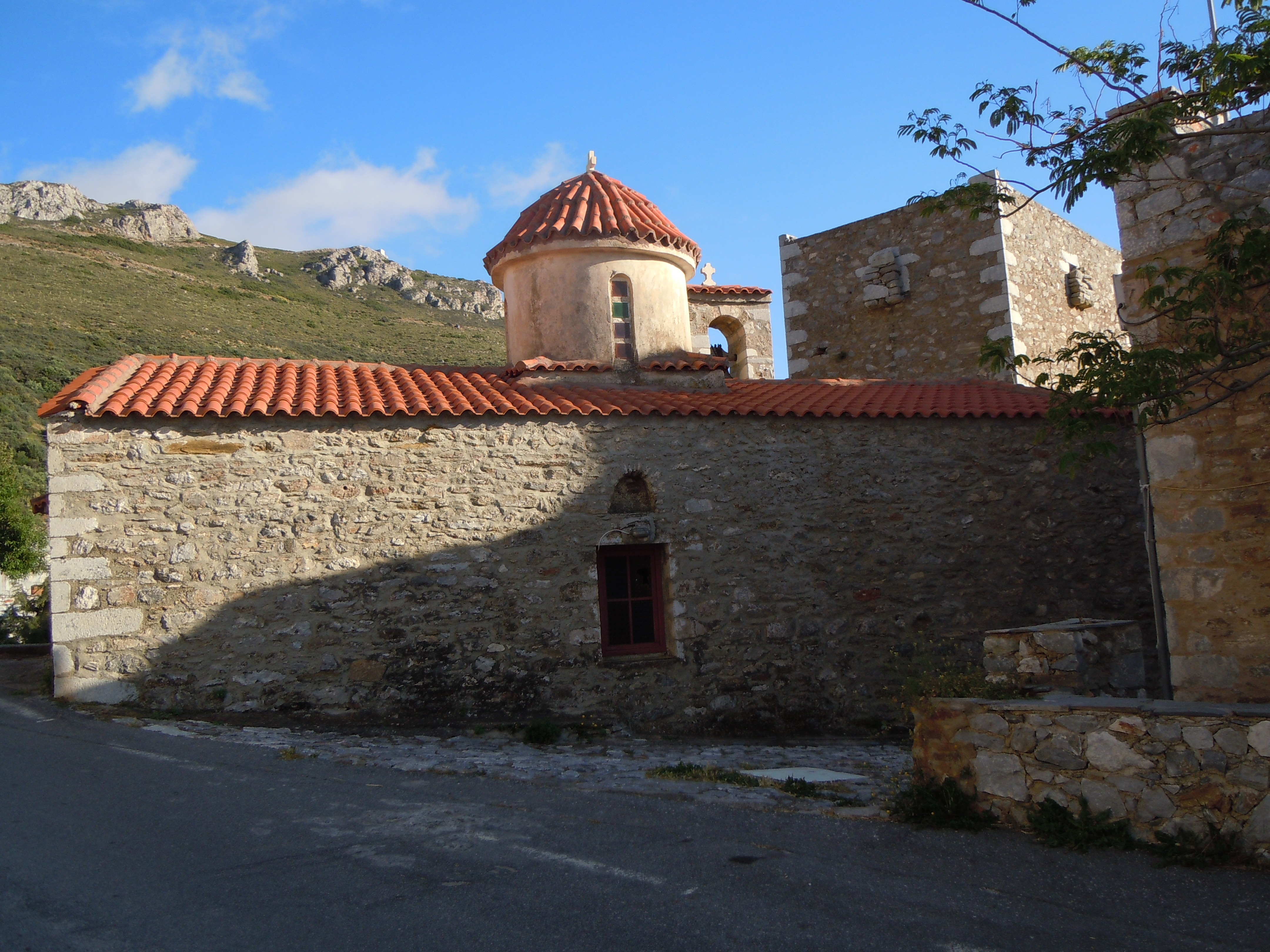
Église dédiée à saint Spyridon